# Albanees voetbalelftal (mannen)
Het Albanees voetbalelftal is een team van voetballers dat Albanië vertegenwoordigt in internationale wedstrijden en competities, zoals de kwalificatiewedstrijden voor het WK, het EK en de Nations League. In augustus 2015 behaalde het met de 22ste plaats haar hoogste notering op de FIFA-wereldranglijst.
De Albanese voetbalbond werd opgericht in 1930. Albanië kwalificeerde zich tot op heden voor twee eindtoernooien, het EK 2016 in Frankrijk en het EK 2024 in Duitsland. Beide keren werd het in de groepsfase uitgeschakeld.
Het traditionele tenue van Albanië  bestaat uit een rood shirt, zwarte broek en doorgaans zwarte of rode kousen. Deze kleuren verwijzen naar de Albanese vlag. Het speelt haar thuiswedstrijden in de Arena Kombëtare, ookwel bekend als het Air Albania stadion. De grootste rivaal van het Albanees voetbalelftal is het Servisch voetbalelftal.

## Huidige selectie
De volgende spelers maakten op 26 mei 2025 deel uit van de definitieve selectie voor de WK 2026-kwalificatiewedstrijden tegen  Servië (7 juni 2025) en  Letland (10 juni 2025).
| Nr.         | Naam             | Wed. | Dlpnt. | Club           |
| ----------- | ---------------- | ---- | ------ | -------------- |
| Doel        |                  |      |        |                |
| 1           | Thomas Strakosha | 39   | 0      | AEK Athene     |
| 12          | Elhan Kastrati   | 3    | 0      | AS Cittadella  |
| 23          | Alen Sherri      | 1    | 0      | Cagliari       |
|             | Mario Dajsinani  | 1    | 0      | KF Egnatia     |
| Verdediging |                  |      |        |                |
|             | Elseid Hysaj     | 89   | 2      | Lazio Roma     |
| 2           | Iván Balliu      | 19   | 0      | Rayo Vallecano |
| 3           | Naser Aliji      | 16   | 0      | Dinamo Tirana  |
| 5           | Arlind Ajeti     | 34   | 1      | Bodrum FK      |
| 6           | Berat Djimsiti   | 63   | 1      | Atalanta       |
|             | Mario Mitaj      | 23   | 0      | Al-Ittihad     |
| 15          | Marash Kumbulla  | 23   | 0      | Espanyol       |
| 18          | Ardian Ismajli   | 44   | 3      | Empoli         |
|             | Ardian Bajrami   | 3    | 0      | Benfica        |
| Middenveld  |                  |      |        |                |
| 4           | Juljan Shehu     | 1    | 0      | Widzew Łódź    |
| 8           | Kristjan Asllani | 31   | 3      | Internazionale |
| 10          | Nedim Bajrami    | 33   | 6      | Rangers        |
| 14          | Qazim Laçi       | 37   | 4      | Sparta Praag   |
| 16          | Medon Berisha    | 3    | 0      | US Lecce       |
| 19          | Adrion Pajaziti  | 2    | 0      | HNK Gorica     |
| 20          | Ylber Ramadani   | 45   | 1      | US Lecce       |
| Aanval      |                  |      |        |                |
| 7           | Rey Manaj        | 40   | 10     | Sivasspor      |
| 9           | Jasir Asani      | 23   | 5      | Gwangju        |
| 11          | Myrto Uzuni      | 40   | 6      | Austin FC      |
| 17          | Ernest Muçi      | 15   | 3      | Beşiktaş       |
| 21          | Arbër Hoxha      | 13   | 0      | Dinamo Zagreb  |
| 22          | Armando Broja    | 25   | 5      | Everton        |
|             | Mirlind Daku     | 8    | 1      | Roebin Kazan   |

## Geschiedenis

### 1946 – 2014: Vroege geschiedenis
De Albanese voetbalbond werd opgericht in 1930, maar het Albanees voetbalelftal speelde pas na de Tweede Wereldoorlog zijn eerste interland waarbij het in 1946 met 2-3 verloor van Joegoslavië. Het schreef zich voor de eerste keer in voor een internationaal toernooi, voor het EK van 1964. Het overleefde de eerste ronde, omdat de wedstrijden tegen Griekenland niet werden gespeeld vanwege politieke redenen, in de achtste finales was Denemarken te sterk (4-0 nederlaag in Kopenhagen, 1-0 zege in Tirana). Tijdens de kwalificaties voor het WK van 1966 verloor het de eerste vijf wedstrijden, maar in de laatste wedstrijd speelde het een beslissende rol door met 0-0 gelijk te spelen tegen Noord-Ierland, waardoor Zwitserland zich plaatste voor het WK. Tijdens de kwalificaties voor het EK van 1968 speelde eenzelfde scenario zich af, in de laatste wedstrijd hielde Albanië West-Duitsland op een doelpuntloos gelijkspel, waardoor Joegoslavië zich plaatste voor de kwartfinales.
In de jaren zeventig raakte het orthodox-communistische land steeds verder geïsoleerd en speelde het alleen voor het EK 1972 en WK 1974 internationale wedstrijden. Het haalde alleen succes tegen Turkije (3-0 zege), Polen (gelijkspel) en Finland (eerste WK-overwinning). Opvallend waren de prestaties tijdens de kwalificatie voor het WK van 1986. In Tirana won Albanië met 2-0 van België en Polen werd in eigen land op een 2-2 gelijkspel gehouden. Daarna liepen de prestaties weer sterk terug, tot 2002 eindigde Albanië tijdens zes van de acht kwalificatie-toernooien op de laatste plaats. Albanië eindigde in de kwalificatiepoule voor het WK 2010, het EK 2012 en het WK 2014 op de voorlaatste plaats. Het nam hierdoor tot en met het WK van 2014 nooit deel aan een eindtoernooi. 
Incidentele successen tijdens de diverse kwalificatierondes waren zeges op Rusland (EK 2004) en Europees Kampioen Griekenland (WK 2006) en een gelijkspel uit tegen Portugal (WK 2010). 
Een ander opvallend feit is dat Albanië van 2001 tot 2004 ongeslagen bleef in eigen land.

### 2014 – 2016: Eerste deelname aan EK

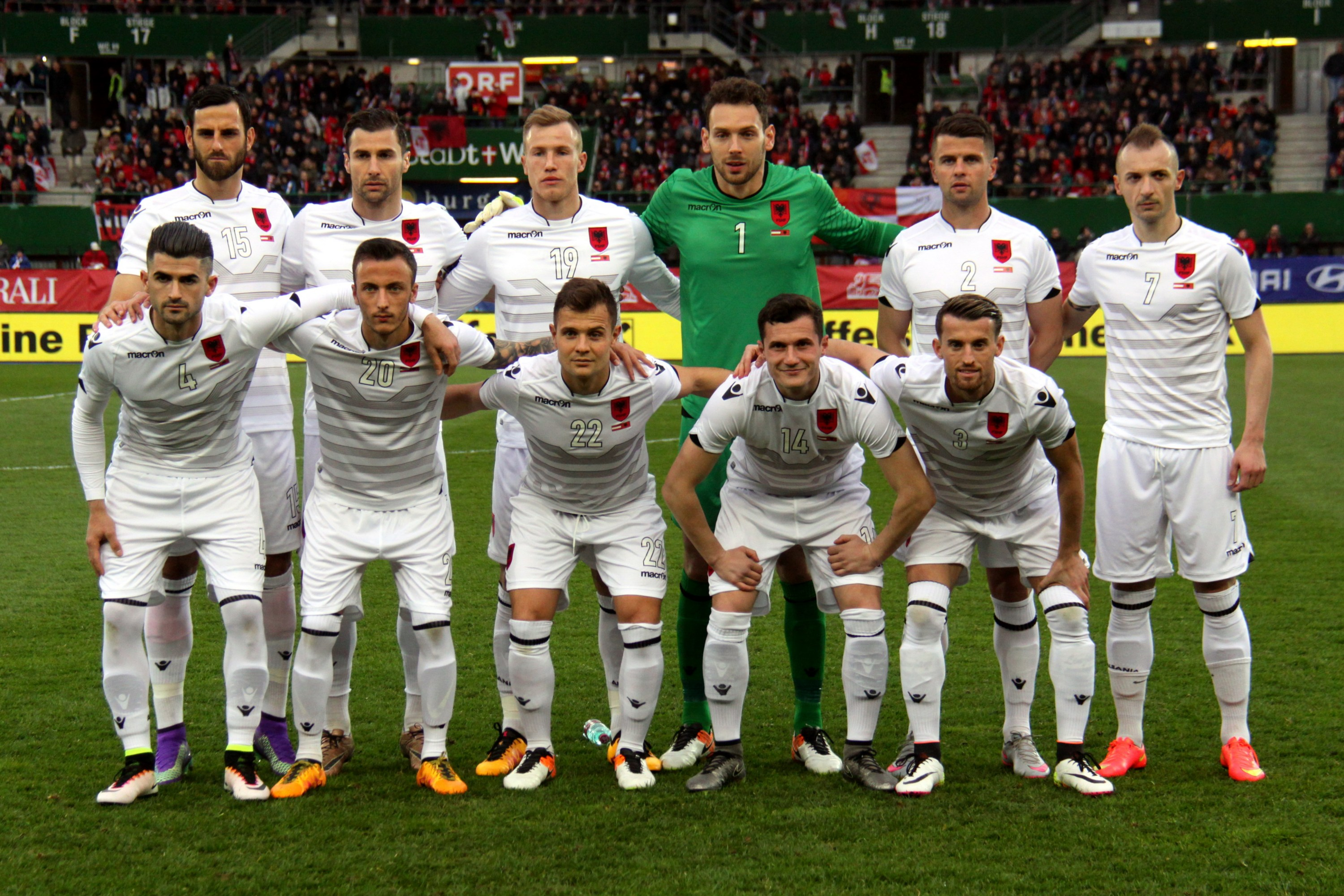
Albanees voetbalelftal (2016)

Albanië kwam voor de kwalificaties voor het EK 2016 uit in Poule I samen met met Portugal, Denemarken, Servië en Armenië. Albanië eindigde knap tweede na twee overwinningen op Armenië, winst in Portugal en twee gelijke spelen tegen Denemarken. Albanië kreeg in het gestaakte duel tegen Servië in het Partizanstadion, Belgrado, de 3 punten toegewezen. Albanië verloor gedurende de kwalifcatiereeks twee keer: thuis van Portugal en thuis van Servië.
Doordat het tweede eindigde in de poule, onder groepswinnaar Portugal, kwalificeerde het zich voor het EK 2016 in Frankrijk en zodoende ook het eerst voor een groot toernooi.
Albanië presteerde naar zijn mogelijkheden op het EK in Frankrijk: Zwitserland won van de debutant, al was de uitslag draaglijk: 1-0. Frankrijk won pas in de slotfase van Albanië (2-0) en de wedstrijd tegen Roemenië leverde een zege op (1-0) en een derde plaats in zijn groep. Albanië had echter de minste resultaten van alle landen behaald, die derde in hun groep werden en was zo in de eerste ronde uitgeschakeld.

### 2018 – 2022: Misgelopen toernooien
Albanië had pech met de loting voor de kwalificaties voor het WK 2018. Spanje en Italië waren tweemaal te sterk. Wel eindigde Albanië voor de eerste keer sinds 1986 op een derde plaats in zijn groep, boven onder anderen Israël. Het wist zich gedurende 2018-2020 ook niet te plaatsen voor het Europees kampioenschap in een poule met regerend wereldkampioen Frankrijk en de traditionele subtopper Turkije.
Albanië stuitte voor de WK 2022 kwalificaties in een poule met Engeland, Polen, Hongarije, Andorra en San Marino. Het haalde 18 punten, voor Albanië een record, in de kwalificatiepoule en werd met twee punten minder dan Polen, derde in de poule. Het greep hiermee net naast de play-off ticket en werd zodoende uitgeschakeld voor het WK in Qatar.
Gedurende het voetbalseizoen 2020/2021 wist Albanië in de Nations League voor het eerst in haar bestaan een poule te winnen. Door deze prestatie promoveerde het land naar Divisie B van de volgende editie in 2022/2023.

### 2023 - 2024: Tweede deelname aan Europees kampioenschap
Voor de EK 2024 kwalificaties  werd Albanië ingedeeld in Poule E, een groep met Polen, Tsjechië, Moldavië en Faröer.
Albanië werd groepswinnaar in deze groep en kwalificeerde zich op 17 november 2023 voor het eindtoernooi in Duitsland. Het was de tweede deelname van het land aan het Europees kampioenschap.
Albanië werd tijdens de loting voor de poulefase van het EK 2024 in Poule B gekoppeld aan drievoudig Europees kampioen Spanje, regerend Europees kampioen Italië en aan Kroatië. Albanië eindigde na nederlagen tegen Italië (2-1) en Spanje (0-1), en een gelijkspel tegen Kroatië (2-2) laatste in de poule, waarmee het uitgeschakeld werd op het EK 2024.

### WK 2026
Voor de WK 2026-kwalificaties werd Albanië in december 2024 in Groep K gekoppeld aan Engeland, Servië, Letland en Andorra.

## Stadion en supporters

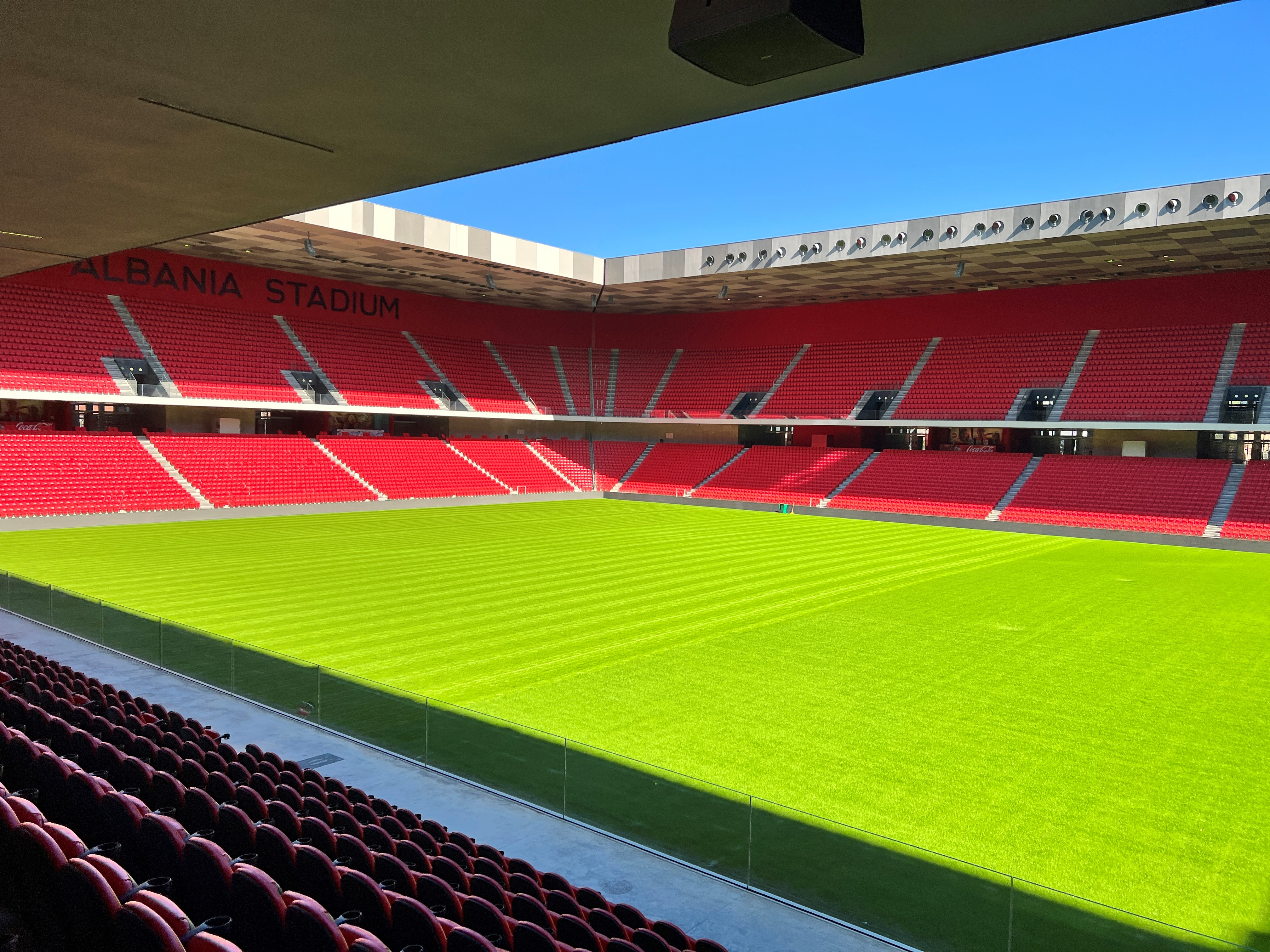
De Arena Kombëtare

Het Albanees elftal speelt sinds november 2019 in de Arena Kombëtare, een multifunctioneel stadion in de hoofdstad Tirana dat plaats biedt aan 22.500 supporters. De naam van het stadion werd vlak voor de opening verkocht aan de sponsor Air Albania. Het vorige nationale stadion, het Qemal Stafa Stadion, werd in 2016 afgebroken en stond op dezelfde plek als het huidige stadion. Er werden 131 interlands gespeeld. In 2015 werd de laatste (oefen)interland gespeeld in het Qemal Stafa Stadion, nadat het stadion eind 2013 niet meer voldeed aan de eisen van de UEFA. Het Albanees elftal speelde tien interlands in het Loro Boriçistadion in Shkodër en maakte incidentieel gebruik van het Niko Dovanastadion in Durrës (twee interlands), het Skënderbeustadion in Korcë, het Flamurtaristadion in Vlorë en het Tomoristadion in Berat (allen één interland).
Tussen 2014 en de opening van het nieuwe stadion in 2019 speelde Albanië kwalificatiewedstrijden in de Elbasan Arena in Elbasan en in het Loro Boriçistadion.
Het Albanees elftal wordt tijdens wedstrijden gesteund door enkele sfeergroepen. De Tifozat Kuq e Zi, letterlijke vertaling: 'De rood-zwarte supporters', is de meest bekende supportersgroep. Deze groep werd opgericht in 2003. Deze supporters kregen in het 2019 geopende Air Albania Stadion plekken achter het doel toegewezen. In het stadion zitten doorgaans ook Albanese supportersgroepen uit de omliggende landen.

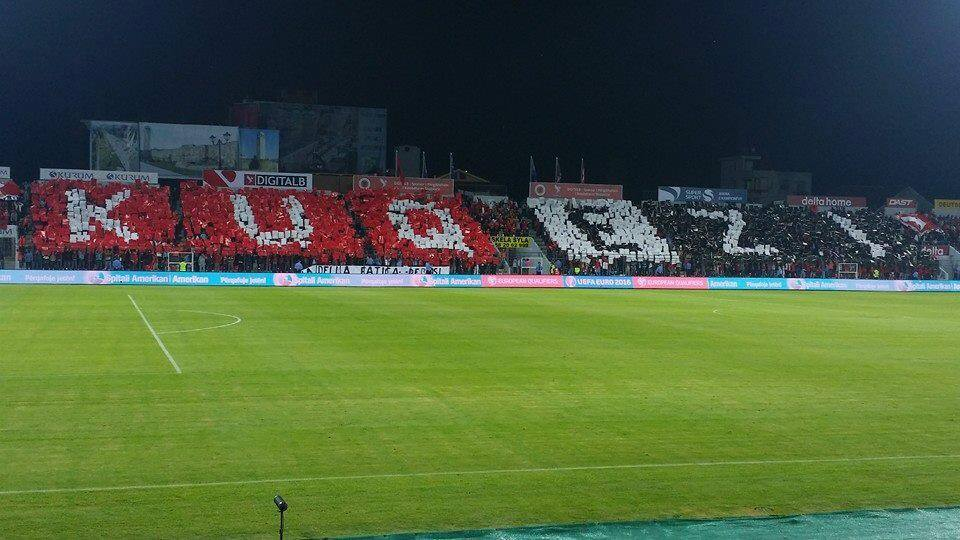
Sfeeractie voorafgaand aan Albanië - Denemarken (11 oktober 2014)

Albanië bleef van september 2001 tot oktober 2004 ongeslagen in eigen land. Het won in die periode onder meer van Rusland (3-1, kwalificatie EK 2004) en van toenmalig Europees kampioen Griekenland (2-1, kwalificatie WK 2006).

## Rivaliteit met Servië
De grootste rivaal van het Albanees voetbalelftal is het Servisch voetbalelftal. De voornaamste reden van deze rivaliteit ligt vooral naast de historische verschillen tussen Albanië en Servië, politiek gevoelig vanwege de status van Kosovo. Deze staat wordt voor 90% bewoond door etnische Albanezen en riep in 2008 de onafhankelijkheid uit van Servië. Servië erkent de onafhankelijkheid niet.

#### Drone-incident tegen Servië
Ondanks de politieke spanning worden Albanië en Servië tijdens lotingen voor kwalificatierondes niet uit elkaar gehouden. Een preventieve maatregel is echter wel dat de wedstrijden zonder uitsupporters gespeeld worden. 
In februari 2014 lootten de beide landen elkaar voor de kwalificaties voor het EK 2016 in Frankrijk. Op 14 oktober 2014 ontstond grote consternatie, toen Servië en Albanië elkaar troffen in Belgrado. Het EK-kwalificatieduel werd in minuut 41 van de eerste helft, bij de stand 0-0, stilgelegd nadat een drone het stadion van FK Partizan was binnengevlogen met een omstreden Albanese vlag eraan. De Engelse scheidsrechter Martin Atkinson legde het duel stil nadat Stefan Mitrovic de vlag uit de lucht had geplukt.
Het leidde tot schermutselingen tussen spelers. Supporters bestormden het veld en belaagden de Albanese internationals, die werden bekogeld met voorwerpen en daarop naar de kleedkamer vluchtten. Volgens Servische media was de drone een idee van Olsi Rama, broer van de Albanese premier Edi Rama. Die ontkende dat echter.
Het was de eerste keer dat beide landen elkaar troffen sinds 1967. Ondanks de spanningen rond Kosovo besloot de UEFA om Albanië en Servië niet uit elkaar te houden bij de loting. Tien dagen later besloot de tuchtcommissie van de Europese voetbalbond om Servië een reglementaire zege (3-0) toe te kennen, omdat Albanië had geweigerd het duel te hervatten. De ploeg van de Nederlandse bondscoach Dick Advocaat kreeg echter ook drie punten aftrek als straf voor de rellen. Servië moet de komende twee thuisduels in de EK-kwalificatie bovendien zonder publiek spelen. De voetbalbonden van Servië en Albanië kregen beide tevens een boete van 100.000 euro. De voetbalbonden van beide landen kondigden meteen aan in beroep te gaan tegen de straf. Albanië kreeg in juli 2015, in hoger beroep, van het CAS een 0-3 overwinning toegewezen.
Vanwege de dreigende vergeldingsacties op Servische spelers tijdens de returnwedstrijd in Albanië op 8 oktober 2015 vond er enkele maanden voor de wedstrijd overleg plaats tussen de Albanese premier Edi Rama en de voorzitter van de Albanese voetbalbond Armand Duka. Enkele preventieve maatregelen werden genomen, zoals het uitwijken naar Elbasan, waar de wedstrijd aanvankelijk in Shkodër gepland stond en een gelimiteerd aantal kaarten voor fanatieke supporters. 
Waar de spelersbus van Servië bij aankomst in Tirana nog bekogeld werd met stenen, verliep de wedstrijd in de Elbasan Arena, waar in en rondom 1500 politieagenten gestationeerd stonden, zonder incidenten. Servië won het duel met 0-2. Albanië kwalificeerde zich een paar dagen later na een 0-3 overwinning op Armenië voor het EK in Frankrijk.
In december 2024 lootten Albanië en Servië in Groep K opnieuw tegen elkaar voor kwalificatiewedstrijden voor het WK 2026. 
De eerste wedstrijd vond op 7 juni 2025 plaats in de Albanese hoofdstad Tirana. De Albanese voetbalbond koos in mei 2025 voor een strenge kaartenverkoop voor de thuiswedstrijd tegen Servië. Supporters die bij de wedstrijd aanwezig wilden zijn dienden vooraf aanvraag te doen voor kaarten, de Albanese voetbalbond zou vervolgens de kaarten 'willekeurig' verloten. Naar aanleiding van dit aangepaste ticketsysteem werden supportersgroepen uitgesloten. Opnieuw kozen de Albanese autoriteiten, met ongeveer 2500 mankracht, voor een hoge politieinzet in- en rondom het stadion.
Ondanks dat de sfeergroepen niet aanwezig waren in het stadion, werd de wedstrijd drie keer stilgelegd nadat de Albanese supporters de Servische spelers met voorwerpen bekogelden. Tot definitief staken kwam het niet, het duel in Tirana eindigde in 0-0.

## Tenue
Het Albanees elftal speelt haar thuiswedstrijden in een rood shirt, zwarte broek en rode kousen. Deze kleuren verwijzen naar de vlag van Albanië.
| Kledingsponsor | Periode    |
| -------------- | ---------- |
| Puma           | 2000–2004  |
| Umbro          | 2004–2008  |
| Nike           | 2008–2010  |
| Legea          | 2010–2012  |
| Adidas         | 2012–2016  |
| Macron         | 2016–heden |

## Deelname aan internationale toernooien

### Wereldkampioenschap
| Wereldkampioenschap voetbal | Wereldkampioenschap voetbal | Wereldkampioenschap voetbal | Wereldkampioenschap voetbal | Wereldkampioenschap voetbal | Wereldkampioenschap voetbal | Wereldkampioenschap voetbal | Wereldkampioenschap voetbal | Wereldkampioenschap voetbal | Wereldkampioenschap voetbal |
| Jaar                        | Ronde                       | Wed.                        | W                           | G                           | V                           | DV                          | DT                          | Kwal                        |                             |
| --------------------------- | --------------------------- | --------------------------- | --------------------------- | --------------------------- | --------------------------- | --------------------------- | --------------------------- | --------------------------- | --------------------------- |
| 1930–1962                   | Geen deelname               | Geen deelname               | Geen deelname               | Geen deelname               | Geen deelname               | Geen deelname               | Geen deelname               | Geen deelname               |                             |
| 1966                        | Niet gekwalificeerd         | Niet gekwalificeerd         | Niet gekwalificeerd         | Niet gekwalificeerd         | Niet gekwalificeerd         | Niet gekwalificeerd         | Niet gekwalificeerd         | Niet gekwalificeerd         |                             |
| 1970                        | Mocht niet deelnemen        | Mocht niet deelnemen        | Mocht niet deelnemen        | Mocht niet deelnemen        | Mocht niet deelnemen        | Mocht niet deelnemen        | Mocht niet deelnemen        | Mocht niet deelnemen        |                             |
| 1974                        | Niet gekwalificeerd         | Niet gekwalificeerd         | Niet gekwalificeerd         | Niet gekwalificeerd         | Niet gekwalificeerd         | Niet gekwalificeerd         | Niet gekwalificeerd         | Niet gekwalificeerd         |                             |
| 1978                        | Geen deelname               | Geen deelname               | Geen deelname               | Geen deelname               | Geen deelname               | Geen deelname               | Geen deelname               | Geen deelname               |                             |
| 1982                        | Niet gekwalificeerd         | Niet gekwalificeerd         | Niet gekwalificeerd         | Niet gekwalificeerd         | Niet gekwalificeerd         | Niet gekwalificeerd         | Niet gekwalificeerd         | Niet gekwalificeerd         |                             |
| 1986                        | Niet gekwalificeerd         | Niet gekwalificeerd         | Niet gekwalificeerd         | Niet gekwalificeerd         | Niet gekwalificeerd         | Niet gekwalificeerd         | Niet gekwalificeerd         | Niet gekwalificeerd         |                             |
| 1990                        | Niet gekwalificeerd         | Niet gekwalificeerd         | Niet gekwalificeerd         | Niet gekwalificeerd         | Niet gekwalificeerd         | Niet gekwalificeerd         | Niet gekwalificeerd         | Niet gekwalificeerd         |                             |
| 1994                        | Niet gekwalificeerd         | Niet gekwalificeerd         | Niet gekwalificeerd         | Niet gekwalificeerd         | Niet gekwalificeerd         | Niet gekwalificeerd         | Niet gekwalificeerd         | Niet gekwalificeerd         |                             |
| 1998                        | Niet gekwalificeerd         | Niet gekwalificeerd         | Niet gekwalificeerd         | Niet gekwalificeerd         | Niet gekwalificeerd         | Niet gekwalificeerd         | Niet gekwalificeerd         | Niet gekwalificeerd         |                             |
| 2002                        | Niet gekwalificeerd         | Niet gekwalificeerd         | Niet gekwalificeerd         | Niet gekwalificeerd         | Niet gekwalificeerd         | Niet gekwalificeerd         | Niet gekwalificeerd         | Niet gekwalificeerd         |                             |
| 2006                        | Niet gekwalificeerd         | Niet gekwalificeerd         | Niet gekwalificeerd         | Niet gekwalificeerd         | Niet gekwalificeerd         | Niet gekwalificeerd         | Niet gekwalificeerd         | Niet gekwalificeerd         |                             |
| 2010                        | Niet gekwalificeerd         | Niet gekwalificeerd         | Niet gekwalificeerd         | Niet gekwalificeerd         | Niet gekwalificeerd         | Niet gekwalificeerd         | Niet gekwalificeerd         | Niet gekwalificeerd         |                             |
| 2014                        | Niet gekwalificeerd         | Niet gekwalificeerd         | Niet gekwalificeerd         | Niet gekwalificeerd         | Niet gekwalificeerd         | Niet gekwalificeerd         | Niet gekwalificeerd         | Niet gekwalificeerd         |                             |
| 2018                        | Niet gekwalificeerd         | Niet gekwalificeerd         | Niet gekwalificeerd         | Niet gekwalificeerd         | Niet gekwalificeerd         | Niet gekwalificeerd         | Niet gekwalificeerd         | Niet gekwalificeerd         |                             |
| 2022                        | Niet gekwalificeerd         | Niet gekwalificeerd         | Niet gekwalificeerd         | Niet gekwalificeerd         | Niet gekwalificeerd         | Niet gekwalificeerd         | Niet gekwalificeerd         | Niet gekwalificeerd         |                             |
| Totaal                      | 0 keer                      | 0                           | 0                           | 0                           | 0                           | 0                           | 0                           |                             |                             |

### Europees kampioenschap
| Europees kampioenschap voetbal | Europees kampioenschap voetbal | Europees kampioenschap voetbal | Europees kampioenschap voetbal | Europees kampioenschap voetbal | Europees kampioenschap voetbal | Europees kampioenschap voetbal | Europees kampioenschap voetbal | Europees kampioenschap voetbal | Europees kampioenschap voetbal |
| Jaar                           | Ronde                          | Wed.                           | W                              | G                              | V                              | DV                             | DT                             | Kwal                           |                                |
| ------------------------------ | ------------------------------ | ------------------------------ | ------------------------------ | ------------------------------ | ------------------------------ | ------------------------------ | ------------------------------ | ------------------------------ | ------------------------------ |
| 1960                           | Geen deelname                  | Geen deelname                  | Geen deelname                  | Geen deelname                  | Geen deelname                  | Geen deelname                  | Geen deelname                  | Geen deelname                  |                                |
| 1964                           | Niet gekwalificeerd            | Niet gekwalificeerd            | Niet gekwalificeerd            | Niet gekwalificeerd            | Niet gekwalificeerd            | Niet gekwalificeerd            | Niet gekwalificeerd            | Niet gekwalificeerd            |                                |
| 1968                           | Niet gekwalificeerd            | Niet gekwalificeerd            | Niet gekwalificeerd            | Niet gekwalificeerd            | Niet gekwalificeerd            | Niet gekwalificeerd            | Niet gekwalificeerd            | Niet gekwalificeerd            |                                |
| 1972                           | Niet gekwalificeerd            | Niet gekwalificeerd            | Niet gekwalificeerd            | Niet gekwalificeerd            | Niet gekwalificeerd            | Niet gekwalificeerd            | Niet gekwalificeerd            | Niet gekwalificeerd            |                                |
| 1976–1980                      | Geen deelname                  | Geen deelname                  | Geen deelname                  | Geen deelname                  | Geen deelname                  | Geen deelname                  | Geen deelname                  | Geen deelname                  |                                |
| 1984                           | Niet gekwalificeerd            | Niet gekwalificeerd            | Niet gekwalificeerd            | Niet gekwalificeerd            | Niet gekwalificeerd            | Niet gekwalificeerd            | Niet gekwalificeerd            | Niet gekwalificeerd            |                                |
| 1988                           | Niet gekwalificeerd            | Niet gekwalificeerd            | Niet gekwalificeerd            | Niet gekwalificeerd            | Niet gekwalificeerd            | Niet gekwalificeerd            | Niet gekwalificeerd            | Niet gekwalificeerd            |                                |
| 1992                           | Niet gekwalificeerd            | Niet gekwalificeerd            | Niet gekwalificeerd            | Niet gekwalificeerd            | Niet gekwalificeerd            | Niet gekwalificeerd            | Niet gekwalificeerd            | Niet gekwalificeerd            |                                |
| 1996                           | Niet gekwalificeerd            | Niet gekwalificeerd            | Niet gekwalificeerd            | Niet gekwalificeerd            | Niet gekwalificeerd            | Niet gekwalificeerd            | Niet gekwalificeerd            | Niet gekwalificeerd            |                                |
| 2000                           | Niet gekwalificeerd            | Niet gekwalificeerd            | Niet gekwalificeerd            | Niet gekwalificeerd            | Niet gekwalificeerd            | Niet gekwalificeerd            | Niet gekwalificeerd            | Niet gekwalificeerd            |                                |
| 2004                           | Niet gekwalificeerd            | Niet gekwalificeerd            | Niet gekwalificeerd            | Niet gekwalificeerd            | Niet gekwalificeerd            | Niet gekwalificeerd            | Niet gekwalificeerd            | Niet gekwalificeerd            |                                |
| 2008                           | Niet gekwalificeerd            | Niet gekwalificeerd            | Niet gekwalificeerd            | Niet gekwalificeerd            | Niet gekwalificeerd            | Niet gekwalificeerd            | Niet gekwalificeerd            | Niet gekwalificeerd            |                                |
| 2012                           | Niet gekwalificeerd            | Niet gekwalificeerd            | Niet gekwalificeerd            | Niet gekwalificeerd            | Niet gekwalificeerd            | Niet gekwalificeerd            | Niet gekwalificeerd            | Niet gekwalificeerd            |                                |
| 2016                           | Groepsfase                     | 3                              | 1                              | 0                              | 2                              | 1                              | 3                              | (Kwal.)                        |                                |
| 2020                           | Niet gekwalificeerd            | Niet gekwalificeerd            | Niet gekwalificeerd            | Niet gekwalificeerd            | Niet gekwalificeerd            | Niet gekwalificeerd            | Niet gekwalificeerd            | Niet gekwalificeerd            |                                |
| 2024                           | Groepsfase                     | 3                              | 0                              | 1                              | 2                              | 3                              | 5                              | (Kwal.)                        |                                |
| Totaal                         | 2                              | 6                              | 1                              | 1                              | 4                              | 4                              | 8                              |                                |                                |

### UEFA Nations League
| 2018–19 | C | 34e | 4 | 1 | 0 | 3 | 1 | 8 | Stabiel  |
| 2020–21 | C | 35e | 6 | 3 | 2 | 1 | 8 | 4 | Gestegen |
| 2022–23 | B | 27e | 4 | 0 | 2 | 2 | 4 | 6 | Stabiel  |

## FIFA-wereldranglijst[4]
| 1993 | 1994 | 1995 | 1996 | 1997 | 1998 | 1999 | 2000 | 2001 | 2002 | 2003 | 2004 | 2005 | 2006 | 2007 | 2008 | 2009 | 2010 | 2011 | 2012 | 2013 | 2014 | 2015 | 2016 | 2017 | 2018 | 2019 | 2020 | 2021 | 2022 | 2023 | 2024 |
| ---- | ---- | ---- | ---- | ---- | ---- | ---- | ---- | ---- | ---- | ---- | ---- | ---- | ---- | ---- | ---- | ---- | ---- | ---- | ---- | ---- | ---- | ---- | ---- | ---- | ---- | ---- | ---- | ---- | ---- | ---- | ---- |
| 92   | 100  | 91   | 116  | 116  | 106  | 83   | 72   | 96   | 93   | 89   | 86   | 82   | 87   | 80   | 81   | 96   | 65   | 74   | 63   | 54   | 58   | 38   | 49   | 62   | 60   | 66   | 66   | 66   | 66   | 62   | 65   |

## Statistieken
- Bijgewerkt tot en met wedstrijd tegen  Oekraïne (1-2) op 19 november 2024.

### Tegenstanders
| Tegenstander      | Wed. | W | G | V  | DV | DT | DS  |
| ----------------- | ---- | - | - | -- | -- | -- | --- |
| Algerije          | 2    | 1 | 1 | 0  | 4  | 1  | +3  |
| Andorra           | 7    | 5 | 1 | 1  | 11 | 4  | +7  |
| Argentinië        | 1    | 0 | 0 | 1  | 0  | 4  | –4  |
| Armenië           | 6    | 3 | 1 | 2  | 10 | 5  | +5  |
| Azerbeidzjan      | 6    | 4 | 1 | 1  | 8  | 4  | +4  |
| Bahrein           | 1    | 0 | 0 | 1  | 0  | 3  | –3  |
| België            | 2    | 1 | 0 | 1  | 3  | 3  | 0   |
| Bosnië en Her.    | 5    | 1 | 2 | 2  | 3  | 4  | -1  |
| Bulgarije         | 12   | 3 | 4 | 5  | 10 | 15 | –5  |
| Chili             | 1    | 0 | 0 | 1  | 0  | 3  | -3  |
| China             | 1    | 0 | 1 | 0  | 1  | 1  | 0   |
| Cyprus            | 6    | 2 | 2 | 2  | 12 | 7  | +5  |
| Cuba              | 1    | 0 | 1 | 0  | 0  | 0  | 0   |
| Denemarken        | 10   | 1 | 3 | 6  | 4  | 19 | –15 |
| Duitsland         | 17   | 0 | 2 | 15 | 12 | 45 | –33 |
| Engeland          | 6    | 0 | 0 | 6  | 1  | 19 | –18 |
| Estland           | 3    | 1 | 2 | 0  | 3  | 1  | +2  |
| Faeröer           | 2    | 1 | 1 | 0  | 3  | 1  | +2  |
| Finland           | 7    | 2 | 1 | 4  | 6  | 8  | –2  |
| Frankrijk         | 9    | 1 | 1 | 7  | 4  | 20 | –16 |
| Georgië           | 16   | 4 | 3 | 9  | 13 | 23 | –10 |
| Griekenland       | 13   | 4 | 3 | 6  | 10 | 13 | –3  |
| Hongarije         | 8    | 2 | 1 | 5  | 2  | 19 | –17 |
| Ierland           | 4    | 0 | 1 | 3  | 2  | 6  | –4  |
| Iran              | 1    | 1 | 0 | 0  | 1  | 0  | +1  |
| IJsland           | 8    | 2 | 2 | 4  | 9  | 11 | –2  |
| Israël            | 6    | 2 | 0 | 4  | 6  | 9  | –3  |
| Italië            | 5    | 0 | 0 | 5  | 2  | 9  | –7  |
| Joegoslavië       | 5    | 0 | 1 | 4  | 4  | 13 | –9  |
| Jordanië          | 1    | 0 | 1 | 0  | 0  | 0  | 0   |
| Kameroen          | 1    | 0 | 1 | 0  | 0  | 0  | 0   |
| Kazachstan        | 4    | 3 | 1 | 0  | 6  | 2  | +4  |
| Kosovo            | 3    | 1 | 1 | 1  | 4  | 6  | -2  |
| Kosovo            | 1    | 0 | 1 | 0  | 2  | 2  | 0   |
| Letland           | 5    | 0 | 5 | 0  | 6  | 6  | 0   |
| Liechtenstein     | 4    | 4 | 0 | 0  | 9  | 0  | +9  |
| Litouwen          | 6    | 2 | 1 | 3  | 7  | 7  | 0   |
| Luxemburg         | 7    | 4 | 1 | 2  | 9  | 4  | +5  |
| Macedonië         | 9    | 2 | 3 | 4  | 7  | 12 | –5  |
| Malta             | 7    | 4 | 2 | 1  | 12 | 3  | +9  |
| Marokko           | 1    | 0 | 1 | 0  | 0  | 0  | 0   |
| Mexico            | 1    | 0 | 0 | 1  | 0  | 4  | –4  |
| Moldavië          | 7    | 5 | 2 | 0  | 15 | 3  | +12 |
| Montenegro        | 2    | 2 | 0 | 0  | 3  | 2  | +1  |
| Nederland         | 4    | 0 | 0 | 4  | 1  | 7  | –6  |
| Noord-Ierland     | 9    | 2 | 2 | 5  | 5  | 13 | –8  |
| Noorwegen         | 5    | 1 | 2 | 2  | 5  | 6  | -1  |
| Oekraïne          | 8    | 1 | 1 | 6  | 7  | 16 | –9  |
| Oezbekistan       | 1    | 1 | 0 | 0  | 1  | 0  | +1  |
| Oostenrijk        | 7    | 0 | 0 | 7  | 2  | 19 | –17 |
| Polen             | 15   | 2 | 3 | 10 | 10 | 20 | –10 |
| Portugal          | 7    | 1 | 1 | 5  | 5  | 13 | –8  |
| Qatar             | 3    | 2 | 0 | 1  | 5  | 3  | +2  |
| Tsjecho-Slowakije | 5    | 2 | 0 | 3  | 6  | 10 | –4  |
| Roemenië          | 17   | 3 | 2 | 12 | 9  | 40 | –31 |
| Rusland           | 2    | 1 | 0 | 1  | 4  | 5  | –1  |
| San Marino        | 4    | 4 | 0 | 0  | 13 | 0  | +13 |
| Saoedi-Arabië     | 1    | 0 | 1 | 0  | 1  | 1  | 0   |
| Schotland         | 2    | 0 | 0 | 2  | 0  | 6  | -6  |
| Slovenië          | 7    | 1 | 2 | 4  | 2  | 6  | –4  |
| Spanje            | 9    | 0 | 0 | 9  | 3  | 32 | –29 |
| Tsjechië          | 5    | 1 | 2 | 2  | 5  | 6  | -1  |
| Turkije           | 11   | 4 | 2 | 6  | 14 | 13 | +1  |
| Vietnam           | 1    | 1 | 0 | 0  | 5  | 0  | +5  |
| Wales             | 4    | 1 | 2 | 1  | 2  | 3  | –1  |
| Wit-Rusland       | 6    | 3 | 2 | 1  | 10 | 8  | +2  |
| Zweden            | 6    | 1 | 1 | 4  | 5  | 10 | –5  |
| Zwitserland       | 7    | 0 | 1 | 2  | 4  | 12 | –8  |

### Van jaar tot jaar
- Bijgewerkt tot en met de EK-wedstrijd tegen  Oekraïne (1-2) op 19 november 2024.

| Jaar | Wedstrijden | Wedstrijden | Wedstrijden | Wedstrijden | Doelpunten | Doelpunten | Doelpunten | Punten |
| Jaar | Duels       | Winst       | Gelijk      | Verlies     | Voor       | Tegen      | Saldo      | Punten |
| ---- | ----------- | ----------- | ----------- | ----------- | ---------- | ---------- | ---------- | ------ |
| 1946 | 4           | 3           | 0           | 1           | 11         | 4          | +7         | 1.500  |
| 1947 | 4           | 0           | 0           | 4           | 2          | 13         | –11        | 0.000  |
| 1948 | 3           | 1           | 2           | 0           | 1          | 0          | +1         | 1.333  |
| 1949 | 4           | 0           | 2           | 2           | 3          | 7          | –4         | 0.500  |
| 1950 | 5           | 1           | 1           | 3           | 2          | 22         | –20        | 0.600  |
|      |             |             |             |             |            |            |            |        |
| 1952 | 2           | 2           | 0           | 0           | 5          | 3          | +2         | 2.000  |
| 1953 | 1           | 1           | 0           | 0           | 2          | 0          | +2         | 2.000  |
|      |             |             |             |             |            |            |            |        |
| 1957 | 1           | 0           | 0           | 1           | 2          | 3          | –1         | 0.000  |
| 1958 | 1           | 0           | 1           | 0           | 1          | 1          | 0          | 1.000  |
|      |             |             |             |             |            |            |            |        |
| 1963 | 4           | 1           | 0           | 3           | 1          | 6          | –5         | 0.500  |
| 1964 | 3           | 0           | 1           | 2           | 1          | 5          | –4         | 0.333  |
| 1965 | 4           | 0           | 1           | 3           | 2          | 8          | –6         | 0.250  |
|      |             |             |             |             |            |            |            |        |
| 1967 | 4           | 0           | 1           | 3           | 0          | 12         | –12        | 0.250  |
|      |             |             |             |             |            |            |            |        |
| 1970 | 2           | 0           | 0           | 2           | 1          | 5          | –4         | 0.000  |
| 1971 | 6           | 1           | 1           | 4           | 6          | 8          | –2         | 0.500  |
| 1972 | 2           | 0           | 0           | 2           | 0          | 3          | –3         | 0.000  |
| 1973 | 5           | 1           | 1           | 3           | 4          | 11         | –7         | 0.600  |
|      |             |             |             |             |            |            |            |        |
| 1976 | 1           | 1           | 0           | 0           | 3          | 0          | +3         | 2.000  |
|      |             |             |             |             |            |            |            |        |
| 1980 | 4           | 1           | 0           | 3           | 3          | 8          | –5         | 0.500  |
| 1981 | 4           | 0           | 0           | 4           | 1          | 14         | –13        | 0.000  |
| 1982 | 3           | 0           | 1           | 2           | 0          | 6          | –6         | 0.333  |
| 1983 | 5           | 0           | 1           | 4           | 4          | 8          | –4         | 0.200  |
| 1984 | 3           | 1           | 1           | 1           | 5          | 5          | 0          | 1.000  |
| 1985 | 4           | 0           | 2           | 2           | 1          | 4          | –3         | 0.500  |
| 1986 | 2           | 0           | 0           | 2           | 1          | 5          | –4         | 0.000  |
| 1987 | 4           | 0           | 0           | 4           | 1          | 12         | –11        | 0.000  |
| 1988 | 4           | 0           | 1           | 3           | 1          | 6          | –5         | 0.250  |
| 1989 | 5           | 0           | 1           | 4           | 3          | 13         | –10        | 0.200  |
| 1990 | 4           | 0           | 0           | 4           | 0          | 13         | –13        | 0.000  |
| 1991 | 5           | 2           | 0           | 3           | 4          | 9          | –5         | 0.800  |
| 1992 | 6           | 2           | 1           | 3           | 3          | 9          | –6         | 0.833  |
| 1993 | 7           | 0           | 1           | 6           | 4          | 17         | –13        | 0.143  |
| 1994 | 5           | 0           | 0           | 5           | 3          | 12         | –9         | 0.000  |
| 1995 | 8           | 3           | 2           | 3           | 11         | 11         | 0          | 1.000  |
| 1996 | 5           | 0           | 2           | 3           | 2          | 8          | –6         | 0.400  |
| 1997 | 7           | 1           | 0           | 6           | 6          | 14         | –8         | 0.286  |
| 1998 | 8           | 1           | 4           | 3           | 11         | 13         | –2         | 0.750  |
| 1999 | 8           | 2           | 2           | 4           | 8          | 11         | –3         | 0.750  |
| 2000 | 8           | 5           | 1           | 2           | 11         | 3          | +8         | 1.375  |
| 2001 | 7           | 1           | 0           | 6           | 4          | 12         | –8         | 0.286  |
| 2002 | 9           | 1           | 4           | 4           | 4          | 15         | –11        | 0.667  |
| 2003 | 11          | 4           | 1           | 6           | 20         | 20         | 0          | 0.818  |
| 2004 | 8           | 4           | 1           | 3           | 9          | 10         | –1         | 1.125  |
| 2005 | 10          | 3           | 1           | 6           | 10         | 17         | –7         | 0.700  |
| 2006 | 6           | 1           | 2           | 3           | 7          | 8          | –1         | 0.667  |
| 2007 | 11          | 3           | 4           | 4           | 12         | 13         | –1         | 0.909  |
| 2008 | 7           | 2           | 3           | 2           | 6          | 4          | +2         | 1.000  |
| 2009 | 9           | 1           | 4           | 4           | 10         | 13         | –3         | 0.667  |
| 2010 | 9           | 5           | 3           | 1           | 7          | 4          | +3         | 1.444  |
| 2011 | 11          | 2           | 2           | 7           | 8          | 19         | –11        | 0.545  |
| 2012 | 9           | 4           | 2           | 3           | 9          | 8          | +1         | 1.111  |
| 2013 | 10          | 3           | 3           | 4           | 11         | 9          | +2         | 0.900  |
| 2014 | 9           | 4           | 2           | 3           | 11         | 5          | +6         | 1.111  |
| 2015 | 8           | 3           | 3           | 2           | 10         | 8          | +2         | 1.125  |
| 2016 | 12          | 5           | 1           | 6           | 12         | 15         | –3         | 0.917  |
| 2017 | 9           | 3           | 1           | 5           | 11         | 13         | –2         | 0.778  |
| 2018 | 9           | 2           | 1           | 6           | 3          | 16         | –13        | 0.556  |
| 2019 | 10          | 4           | 1           | 5           | 16         | 14         | +2         | 0.900  |
| 2020 | 7           | 4           | 2           | 1           | 10         | 5          | +5         | 1.429  |
| 2021 | 12          | 6           | 1           | 5           | 13         | 15         | -2         | 1.083  |
| 2022 | 11          | 1           | 5           | 5           | 9          | 13         | -4         | 0.636  |
| 2023 | 9           | 5           | 3           | 1           | 14         | 4          | +10        | 1.444  |
| 2024 | 13          | 5           | 2           | 6           | 13         | 16         | -3         | 0.923  |

## Bekende spelers
- Erjon Bogdani
- Besnik Hasi
- Lorik Cana
- Fotaq Strakosha
- Geri Çipi
- Ervin Skela
- Klodian Duro
- Nevil Dede
- Edmond Kapllani
- Arjan Beqaj
- Berat Djimsiti
- Elseid Hysaj
- Marash Kumbulla
- Armando Broja
- Thomas Strakosha

FSHF · A-internationals · Bondscoaches · Statistieken · Albanees vrouwenelftal · Olympisch elftal · Albanië U21 · Albanië U20 · Albanië U19 · Albanië U18 · Albanië U17 · Albanië U16
1946 – 1949 · 
1950 – 1959 · 
1960 – 1969 · 
1970 – 1979 · 
1980 – 1989 · 
1990 – 1999 · 
2000 – 2009 · 
2010 – 2019 ·
2020 – 2029
EK 2016 · EK 2024
1946 · 
1947 · 
1948 · 
1949 · 
1950 · 
1951 · 
1952 · 
1953 · 
1954 · 1955 · 1956 · 
1957 · 
1958 · 
1959 · 1960 · 1961 · 1962 · 
1963 · 
1964 · 
1965 · 
1966 · 
1967 · 
1968 · 1969 · 
1970 · 
1971 · 
1972 · 
1973 · 
1974 · 1975 · 
1976 · 
1977 · 1978 · 1979 · 
1980 · 
1981 · 
1982 · 
1983 · 
1984 · 
1985 · 
1986 · 
1987 · 
1988 · 
1989 · 
1990 · 
1991 · 
1992 · 
1993 · 
1994 · 
1995 · 
1996 · 
1997 · 
1998 · 
1999 · 
2000 · 
2001 · 
2002 · 
2003 · 
2004 · 
2005 · 
2006 · 
2007 · 
2008 · 
2009 · 
2010 · 
2011 · 
2012 · 
2013 · 
2014 · 
2015 · 
2016 · 
2017 · 
2018 ·
2019 ·
2020 ·
2021 ·
2022 ·
2023 ·
2024
Algerije ·
Andorra ·
Argentinië ·
Armenië ·
Azerbeidzjan ·
Bahrein ·
België ·
Bosnië en Herzegovina ·
Bulgarije ·
Chili ·
China ·
Cuba ·
Cyprus ·
DDR ·
Denemarken ·
Duitsland ·
Engeland ·
Estland ·
Faeröer ·
Finland ·
Frankrijk ·
Georgië ·
Griekenland ·
Hongarije ·
Ierland ·
IJsland ·
Iran ·
Israël · 
Italië ·
Joegoslavië ·
Jordanië ·
Kameroen ·
Kazachstan ·
Kosovo ·
Kroatië ·
Letland ·
Liechtenstein ·
Litouwen ·
Luxemburg ·
Malta ·
Marokko ·
Mexico ·
Moldavië ·
Montenegro ·
Nederland ·
Noord-Ierland ·
Noord-Macedonië ·
Noorwegen ·
Oekraïne ·
Oezbekistan ·
Oostenrijk ·
Polen ·
Portugal ·
Qatar ·
Roemenië ·
Rusland ·
San Marino ·
Saoedi-Arabië ·
Schotland ·
Servië ·
Slovenië ·
Spanje ·
Tsjechië ·
Tsjecho-Slowakije ·
Turkije ·
Vietnam ·
Wales ·
Wit-Rusland ·
Zweden ·
Zwitserland
Frankrijk (2016) · 
Roemenië (2016) · 
Zwitserland (2016)
Albanese voetbalbond · Albanees voetbalelftal (mannen) · Albanees voetbalelftal (vrouwen)
Mannen
Kategoria Superiore · Kategoria e Parë · Kategoria e Dytë · Kategoria e Tretë · Albanese amateurdivisies
Albanese voetbalbeker · Supercup
 Vrouwen
Kampionati Kombëtar i Futbollit për Femra
 Albanië ·  Andorra ·  Armenië ·  Azerbeidzjan ·  België ·  Bosnië en Herzegovina ·  Bulgarije ·  Cyprus ·  Denemarken ·  Duitsland ·  Engeland ·  Estland ·  Faeröer ·  Finland ·  Frankrijk ·  Georgië ·  Gibraltar ·  Griekenland ·  Hongarije ·  Ierland ·  IJsland ·  Israël ·  Italië ·  Kazachstan ·  Kosovo ·  Kroatië ·  Letland ·  Liechtenstein ·  Litouwen ·  Luxemburg ·  Malta ·  Moldavië ·  Montenegro ·  Nederland ·  Noord-Ierland ·  Noord-Macedonië ·  Noorwegen ·  Oekraïne ·  Oostenrijk ·  Polen ·  Portugal ·  Roemenië ·  Rusland ·  San Marino ·  Schotland ·  Servië ·  Slovenië ·  Slowakije ·  Spanje ·  Tsjechië ·  Turkije ·  Wales ·  Wit-Rusland ·  Zweden ·  Zwitserland
 Bohemen ·  Bohemen en Moravië ·  Duitse Democratische Republiek ·  Ierland ·  Joegoslavië ·  Servië en Montenegro ·  Tsjecho-Slowakije ·  GOS ·  Saarland ·  Sovjet-Unie